# Judo na Letních olympijských hrách 1980 – muži – pololehká váha
Zápasy v judu na XXII. Letních olympijských hrách v kategorii pololehkých vah mužů proběhly v Moskvě, 31. července 1980.

## Finále
| Finále             |                    |
| ------------------ | ------------------ |
| Nikolaj Soloduchin | Nikolaj Soloduchin |
| Cendín Damdin      | Nikolaj Soloduchin |

## Opravy / O bronz
Do oprav se dostali judisté, kteří během turnaje prohráli svůj zápas s jedním ze dvou finalistů.
| opravy           | opravy           | o bronz          |                  |
| ---------------- | ---------------- | ---------------- | ---------------- |
| Héctor Rodríguez | Jaroslav Kříž    | Ilijan Nedkov    | Ilijan Nedkov    |
| Jaroslav Kříž    | Jaroslav Kříž    | Ilijan Nedkov    | Ilijan Nedkov    |
|                  | Ilijan Nedkov    | Ilijan Nedkov    | Ilijan Nedkov    |
|                  |                  | Torsten Reißmann | Ilijan Nedkov    |
| Fransie Fyfer    | Yves Delvingt    | Yves Delvingt    | Janusz Pawłowski |
| Yves Delvingt    | Yves Delvingt    | Yves Delvingt    | Janusz Pawłowski |
|                  | Wolfgang Biedron | Yves Delvingt    | Janusz Pawłowski |
|                  |                  | Janusz Pawłowski | Janusz Pawłowski |

## Pavouk
|   | 1/32                     | 1/16                | čtvrtfinále        | semifinále         | finále             |
| - | ------------------------ | ------------------- | ------------------ | ------------------ | ------------------ |
| A | José António Branco      | José António Branco | Ilijan Nedkov      | Nikolaj Soloduchin | Nikolaj Soloduchin |
| A | Abdoulaye Thera          | José António Branco | Ilijan Nedkov      | Nikolaj Soloduchin | Nikolaj Soloduchin |
| A | Jimmy Arévalo            | Ilijan Nedkov       | Ilijan Nedkov      | Nikolaj Soloduchin | Nikolaj Soloduchin |
| A | Ilijan Nedkov            | Ilijan Nedkov       | Ilijan Nedkov      | Nikolaj Soloduchin | Nikolaj Soloduchin |
| A | Jaroslav Kříž            | Jaroslav Kříž       | Nikolaj Soloduchin | Nikolaj Soloduchin | Nikolaj Soloduchin |
| A | Alvaro Sanabria          | Jaroslav Kříž       | Nikolaj Soloduchin | Nikolaj Soloduchin | Nikolaj Soloduchin |
| A | Héctor Rodríguez         | Nikolaj Soloduchin  | Nikolaj Soloduchin | Nikolaj Soloduchin | Nikolaj Soloduchin |
| A | Nikolaj Soloduchin       | Nikolaj Soloduchin  | Nikolaj Soloduchin | Nikolaj Soloduchin | Nikolaj Soloduchin |
| B | Raymond Neenan           | Raymond Neenan      | Raymond Neenan     | Torsten Reißmann   | Nikolaj Soloduchin |
| B | Franc Očko               | Raymond Neenan      | Raymond Neenan     | Torsten Reißmann   | Nikolaj Soloduchin |
| B | Konstantinos Konstantinu | Sylvain Rabary      | Raymond Neenan     | Torsten Reißmann   | Nikolaj Soloduchin |
| B | Sylvain Rabary           | Sylvain Rabary      | Raymond Neenan     | Torsten Reißmann   | Nikolaj Soloduchin |
| B | Francis Mwahza           | Michael Young       | Torsten Reißmann   | Torsten Reißmann   | Nikolaj Soloduchin |
| B | Michael Young            | Michael Young       | Torsten Reißmann   | Torsten Reißmann   | Nikolaj Soloduchin |
| B | volný los                | Torsten Reißmann    | Torsten Reißmann   | Torsten Reißmann   | Nikolaj Soloduchin |
| B | volný los                | Torsten Reißmann    | Torsten Reißmann   | Torsten Reißmann   | Nikolaj Soloduchin |
| C | Wolfgang Biedron         | Wolfgang Biedron    | Wolfgang Biedron   | Cendín Damdin      | Cendín Damdin      |
| C | Redvan El-Zawiki         | Wolfgang Biedron    | Wolfgang Biedron   | Cendín Damdin      | Cendín Damdin      |
| C | Luiz Onmura              | Luiz Onmura         | Wolfgang Biedron   | Cendín Damdin      | Cendín Damdin      |
| C | Constantin Niculae       | Luiz Onmura         | Wolfgang Biedron   | Cendín Damdin      | Cendín Damdin      |
| C | Fransie Fyfer            | Cendín Damdin       | Cendín Damdin      | Cendín Damdin      | Cendín Damdin      |
| C | Cendín Damdin            | Cendín Damdin       | Cendín Damdin      | Cendín Damdin      | Cendín Damdin      |
| C | volný los                | Yves Delvingt       | Cendín Damdin      | Cendín Damdin      | Cendín Damdin      |
| C | volný los                | Yves Delvingt       | Cendín Damdin      | Cendín Damdin      | Cendín Damdin      |
| D | Imre Gelencsér           | Janusz Pawłowski    | Janusz Pawłowski   | Janusz Pawłowski   | Cendín Damdin      |
| D | Janusz Pawłowski         | Janusz Pawłowski    | Janusz Pawłowski   | Janusz Pawłowski   | Cendín Damdin      |
| D | Gerardo Padilla          | Gerardo Padilla     | Janusz Pawłowski   | Janusz Pawłowski   | Cendín Damdin      |
| D | Abdul Latif Rozaihan     | Gerardo Padilla     | Janusz Pawłowski   | Janusz Pawłowski   | Cendín Damdin      |
| D | Djibril Sambou           | Djibril Sambou      | Djibril Sambou     | Janusz Pawłowski   | Cendín Damdin      |
| D | Gerard Tom-Tam           | Djibril Sambou      | Djibril Sambou     | Janusz Pawłowski   | Cendín Damdin      |
| D | volný los                | Mamadou Diallo      | Djibril Sambou     | Janusz Pawłowski   | Cendín Damdin      |
| D | volný los                | Mamadou Diallo      | Djibril Sambou     | Janusz Pawłowski   | Cendín Damdin      |